# 亞歷山德里夫卡 (科諾托普區)
亞歷山德里夫卡 （烏克蘭語：Олександрівка）是位於烏克蘭東北部的村莊，由蘇梅州科諾托普區的布林市鎮負責管轄。該村分別距離佩圖希夫卡3公里和布倫5公里，海拔高度146米，2001年人口533。